# مافة رودتلخ (بهمئي غرمسيري الشمالي)
مافة رودتلخ (بالفارسية: مافه رودتلخ) هي قرية تقع في إيران في قسم بهمئي غرمسیري الشمالي الريفي. يقدر عدد سكانها بـ 20 نسمة بحسب إحصاء 2016.